# Chiesa della Madonna della Neve (Vigevano)
La chiesa della Madonna della Neve o chiesa di Santa Maria della Neve è un edificio religioso sito a Vigevano, in provincia di Pavia e diocesi di Vigevano.

## Descrizione e storia
Venne costruita sul luogo dove vi era la piccola chiesa di Santa Maria dei Pesci poi distrutta, nel 1600 e dalla quale si prese l'antica icona che venne trasportata nella nuova chiesa. Nel 1607 vi si insediò la confraternita della Morte. Venne poi restaurata nel 1728 e nel 1842, aggiungendo nuove pitture. Vi sono quattro altari, dedicati rispettivamente alla Beata Vergine di Caravaggio, a San Filippo Benizi, a Sant'Antonio e ai Santi Crispino e Crispiniano.
All'interno, in stile barocco, è presente l'affresco della volta che ospita sfondi architettonici di ampio effetto scenografico. L'altar maggiore presenta al centro la Vergine tra i Santi Rocco e Sebastiano, di scuola lombarda. Il bambino gioca col gatto, in braccio alla Madonna che indossa un manto blu a fiorellini, chiuso da un fermaglio. È seduta su un trono di legno a forma di nicchia. Il pavimento a scacchi bianchi e neri. Sullo sfondo una fascia di colore rosso vivo e sopra il cielo azzurro su cui si stagliano le forme raffinate dei visi. Alla sua destra San Rocco, col giustacuore giallo e rosso, e la mantellina del pellegrino. A sinistra il bel corpo trafitto dalle frecce di San Sebastiano. Il portale è arricchito da un fregio barocco in marmo rosso di Verona con innesti neri.
Il campanile a lato in stile barocco contrasta con la linearità della chiesa.